# Mike Moustakas
Michael Christopher « Mike » Moustakas (né le 11 septembre 1988 à Los Angeles, Californie, États-Unis) est un joueur de troisième but des Royals de Kansas City de la Ligue majeure de baseball.
Surnommé Moose, Moustakas joue pour Kansas City depuis 2011 et a fait partie de l'équipe championne de la Série mondiale 2015.

## Carrière
Mike Moustakas est le choix de première ronde des Royals de Kansas City en 2007. Il est le deuxième athlète sélectionné au total cette année-là, derrière la sélection des Rays de Tampa Bay, David Price.
Apprécié des dépisteurs et observateurs du baseball des ligues mineures, Moustakas se classe en 2009 et 2010 dans la liste des 50 meilleurs joueurs d'avenir de la Ligue majeure.
Il fait ses débuts dans les majeures pour Kansas City le 10 juin 2011. À son tout premier match, il marque un point et frappe un coup sûr en trois présences officielles au bâton. Ce premier coup sûr est réussi aux dépens du lanceur des Angels de Los Angeles, Ervin Santana. Le lendemain, 11 juin, il frappe contre Joel Piñeiro des Angels son premier coup de circuit. Moustakas complète sa première saison avec 5 circuits, 30 points produits et une moyenne au bâton de ,263 en 89 matchs.
En 2012, il frappe 20 circuits et produit 73 points en 143 parties jouées. Sa saison 2013 est cependant décevante alors que sa moyenne au bâton, déjà relativement peu élevée à ,242 l'année précédente, chute à ,233 en 136 matchs joués. Il ne frappe que 12 longues balles et récolte 42 points produits.
Malgré un jeu impeccable en défensive au troisième but, Moustakas ne répond pas aux attentes placées en lui en offensive. Le 22 mai 2014, il est cédé aux Storm Chasers d'Omaha, le club-école des Royals, alors qu'il ne frappe que pour ,152 au niveau majeur après les 40 premiers matchs de la saison.
Avec notamment deux circuits, dont un grand chelem, contre les Orioles de Baltimore le 12 septembre 2015, Mike Moustakas bat le record d'équipe des Royals avec 9 points produits, éclipsant la marque précédente de 7, réussie à 12 reprises par 11 joueurs différents.
Le 1er septembre 2017 au Minnesota, Moustakas égale le record du plus grand nombre de coups de circuit en une saison par un joueur des Royals, avec son 36e de la saison, le même total que Steve Balboni en 1985. Ce record vieux de 32 ans est particulier car, sur les 30 clubs du baseball majeur, les 36 de Balboni représentent le plus bas total pour un record d'équipe, toutes les équipes sauf les Royals ayant au moins déjà compté un frappeur de 40 circuits en une saison,. Dix-neuf jours après avoir égalé le record, Moustakas établit la nouvelle marque d'équipe des Royals avec son 37e circuit de l'année, réussi aux dépens du lanceur Carlos Ramírez des Blue Jays, le 20 septembre 2017 à Toronto.